# 37-я сессия Комитета всемирного наследия ЮНЕСКО
37-я се́ссия Комите́та Всеми́рного насле́дия ЮНЕ́СКО прошла в городах Пномпене и Сиемреапе (Камбоджа) с 16 июня по 27 июня 2013 года под председательством Сок Ана, заместителя премьер-министра Камбоджи. В работе сессии приняли участие делегации от 21 страны-члена Комитета всемирного наследия, а также наблюдатели от государств-сторон Конвенции об охране культурного и природного наследия 1972 года, международных организаций и неправительственных объединений, учёные, эксперты, экологи. В общей численности в работе сессии участвовало около 1500 человек из 128 стран мира.
На рассмотрение Комитета были представлены 32 номинации в 26 странах мира. Кроме того, было предложено рассмотреть состояние 141 объекта всемирного наследия, включая 39 объектов из списка всемирного наследия, находящегося под угрозой.
В результате работы сессии список пополнился 19 новыми объектами, три объекта были расширены. Впервые в список попали объекты, находящиеся на территории Катара, Лесото и Фиджи. Кроме того, были внесены изменения в список всемирного наследия, находящегося под угрозой. Данный список пополнился семью объектами, один объект был из него исключён.
По состоянию на 27 июня 2013 года в списке всемирного наследия находился 981 объект из 160 стран мира. Список всемирного наследия, находящегося под угрозой, состоял из 44 объектов в 31 стране мира.
На сессии было принято решение очередную 38-ю сессию Комитета всемирного наследия провести в столице Катара Дохе 15—25 июня 2014 года.
Ниже представлен список объектов, в отношении которых были вынесены итоговые решения в ходе работы 37-й сессии Комитета всемирного наследия ЮНЕСКО. Все разделы списка упорядочены по номерам объектов.

## Объекты, внесённые в список всемирного наследия
| #  | Изображение | Название | Местоположение   | № объекта | Критерии         |
| -- | ----------- | --- | ---------------- | --------- | ---------------- |
| 1  |             | Дворцы, сады и загородные виллы семейства Медичи в Тоскане Medici Villas and Gardens in Tuscany                                     | Италия           | 175       | ii, iv, vi       |
| 2  |             | Крепости в горах Раджастана Hill Forts of Rajasthan                                                                                 | Индия            | 247       | ii, iii          |
| 3  |             | Культурный ландшафт рисовых террас Хунхэ-Хани Cultural Landscape of Honghe Hani Rice Terraces                                       | Китай            | 1111      | iii, v           |
| 4  |             | Таджикский национальный парк Tajik National Park (Mountains of the Pamirs)                                                          | Таджикистан      | 1252      | vii, viii        |
| 5  |             | Исторический центр города Агадес Historic Centre of Agadez                                                                          | Нигер            | 1268      | ii, iii          |
| 6  |             | Исторические памятники в городе Кэсон Historic Monuments and Sites in Kaesong                                                       | КНДР             | 1278      | ii, iii          |
| 7  |             | Коимбрский университет University of Coimbra – Alta and Sofia                                                                       | Португалия       | 1387      | ii, iii, iv, vi  |
| 8  |             | Исторический портовый город Левука Levuka Historical Port Town                                                                      | Фиджи            | 1399      | ii, iv           |
| 9  |             | Археологический объект аль-Зубара Al Zubarah Archaeological Site                                                                    | Катар            | 1402      | iii, iv, v       |
| 10 |             | Биосферный заповедник Эль-Пинакате и Гран-Десиерто-де-Алтар El Pinacate and Gran Desierto de Altar Biosphere Reserve                | Мексика          | 1410      | vii, viii, x     |
| 11 |             | Херсонес Таврический и его хора Ancient City of Tauric Chersonese and its Chora                                                     | Украина          | 1411      | ii, v            |
| 12 |             | Китобойная станция Рэд-Бэй Red Bay Basque Whaling Station                                                                           | Канада           | 1412      | iii, iv          |
| 13 |             | Горный парк Вильгельмсхёэ Bergpark Wilhelmshöhe                                                                                     | Германия         | 1413      | iii, iv          |
| 14 |             | Участки горной цепи Тянь-Шань в Синьцзянском регионе Xinjiang Tianshan                                                              | Китай            | 1414      | vii, ix          |
| 15 |             | Фудзияма Fujisan, sacred place and source of artistic inspiration                                                                   | Япония           | 1418      | iii, vi          |
| 16 |             | Дворец Голестан Golestan Palace | Иран             | 1422      | i, ii, iii, iv   |
| 17 |             | Деревянные церкви Карпатского региона на территории Польши и Украины Wooden Tserkvas of the Carpathian Region in Poland and Ukraine | Польша · Украина | 1424      | iii, iv          |
| 18 |             | Вулкан Этна Mount Etna | Италия           | 1427      | viii             |
| 19 |             | Пустыня Намиб Namib Sand Sea | Намибия          | 1430      | vii, viii, ix, x |

## Расширение объектов, находящихся в списке всемирного наследия
| # | Изображение | Название                                                                                | Изменения | Место        | № объекта | Дата включения |
| - | ----------- | --------------------------------------------------------------------------------------- | --- | ------------ | --------- | -------------- |
| 1 |             | Королевские соляные шахты в Величке и Бохне Wieliczka and Bochnia Royal Salt Mines      | Добавлена соляная шахта в Бохне | Польша       | 32        | 1978           |
| 2 |             | Гора Кения и заповедник дикой природы Лева Mount Kenya-Lewa Wildlife conservancy        | Добавлен заповедник дикой природы Лева                                                                                                  | Кения        | 800       | 1997           |
| 3 |             | Природный парк Малоти - Дракенсберг Maloti Drakensberg Tranboundary World Heritage Site | Добавлен национальный парк Сехлабатебе, официальное название изменено на «Трансграничный объект всемирного наследия Малоти-Дракенсберг» | Лесото · ЮАР | 985       | 2000           |

## Объекты, внесённые в список всемирного наследия, находящегося под угрозой
| # | Изображение | Название                                                                                | Местоположение     | № объекта | Дата включения в основной список |
| - | ----------- | --------------------------------------------------------------------------------------- | ------------------ | --------- | -------------------------------- |
| 1 |             | Старый город в Дамаске Ancient City of Damascus                                         | Сирия              | 20        | 1979                             |
| 2 |             | Старый город в Халебе (Алеппо) Ancient City of Aleppo                                   | Сирия              | 21        | 1986                             |
| 3 |             | Старый город в Босре Ancient City of Bosra                                              | Сирия              | 22        | 1980                             |
| 4 |             | Археологические памятники Пальмиры Site of Palmyra                                      | Сирия              | 23        | 1980                             |
| 5 |             | Восточная часть острова Реннелл East Rennell                                            | Соломоновы Острова | 854       | 1998                             |
| 6 |             | Замки Крак-де-Шевалье и Калъат-Салах-ад-Дин Crac des Chevaliers and Qal’at Salah El-Din | Сирия              | 1229      | 2006                             |
| 7 |             | Древние деревни Северной Сирии Ancient Villages of Northern Syria                       | Сирия              | 1348      | 2011                             |

## Объекты, исключённые из списка всемирного наследия, находящегося под угрозой
| # | Изображение | Название                                                            | Местоположение | № объекта | Дата включения в основной список | Дата включения в список объектов, находящихся под угрозой |
| - | ----------- | ------------------------------------------------------------------- | -------------- | --------- | -------------------------------- | --------------------------------------------------------- |
| 1 |             | Город Бам и его культурные ландшафты Bam and its Cultural Landscape | Иран           | 1208      | 2004                             | 2004                                                      |

## Карта
- — объекты, внесённые в список всемирного наследия
- — объекты, находящиеся в списке всемирного наследия и получившие изменения
- — объекты, внесённые в список всемирного наследия, находящегося под угрозой
- — объект, исключённый из списка всемирного наследия, находящегося под угрозой